# پیتر آیچیسون
پیتر آیچیسون (انگلیسی: Peter Aitchison؛ زادهٔ ۱۹ سپتامبر ۱۹۳۱) بازیکن فوتبال اهل بریتانیا است.
از باشگاه‌هایی که در آن بازی کرده‌است می‌توان به باشگاه فوتبال برایتلینگسی ریجینت، باشگاه فوتبال کولچستر یونایتد، باشگاه فوتبال سیتینگبورو، باشگاه فوتبال هوریل راورز، باشگاه فوتبال استومارکت تاون، و باشگاه فوتبال کلاکتون اشاره کرد.